# Jimmy Kinnon
James Patrick Kinnon (5 de abril de 1911 - 9 de julho de 1985) foi um dos principais fundadores de Narcóticos Anônimos (NA), uma irmandade mundial de adictos em recuperação. Ficou conhecido como Jimmy Kinnon ou simplesmente Jimmy K. devido ao princípio de anonimato pessoal de Narcóticos Anônimos. 
Jimmy K. viveu 74 anos, sendo que os últimos 36 anos da sua vida ele viveu como membro de Narcóticos Anônimos, limpo e em recuperação.
Ele nunca se referiu a si mesmo como fundador de NA, embora os registros mostrem claramente que ele desempenhou um papel fundador.
Dentre suas contribuições para Narcóticos Anônimos estão: redação de diversas partes do Livreto Branco, sendo a mais famosa o “Fim da Linha”. Desenhou o logotipo de NA (mais tarde modificado pela WSC). Prestou serviço como gerente voluntário do World Service Office desde os seus primórdios até 1983.
O livro Milagres Acontecem: O Nascimento de Narcóticos Anônimos em Palavras e Imagens possui diversos relatos sobre as contribuições de Jimmy K. ao desenvolvimento de NA.
Em 1998, a revista The NA Way Magazine chamou de "Tesouro escondido" os documentos históricos de NA doados pela família de Kimmy K que estavam estocados na garagem da família, estes documentos foram então utilizados para melhorar a memória da irmandade.

## Morte
Jimmy K. lutava contra a tuberculose desde a década de 1950. Faleceu de câncer de pulmão em 9 de julho de 1985.

## Obras sobre Jimmy K. e Narcóticos Anônimos
- My Years with Narcotics Anonymous, por Bob Stone. 1997, Hulon Pendleton Publishing, LLC, Joplin, MO, EUA, ISBN 0-9654591-0-1[5]
- Milagres Acontecem: O Nascimento de Narcóticos Anônimos em Palavras e Imagens, Revisado, 2011, Narcóticos Anônimos World Services, Inc.ISBN 978-1557768810